# Wassertorplatz

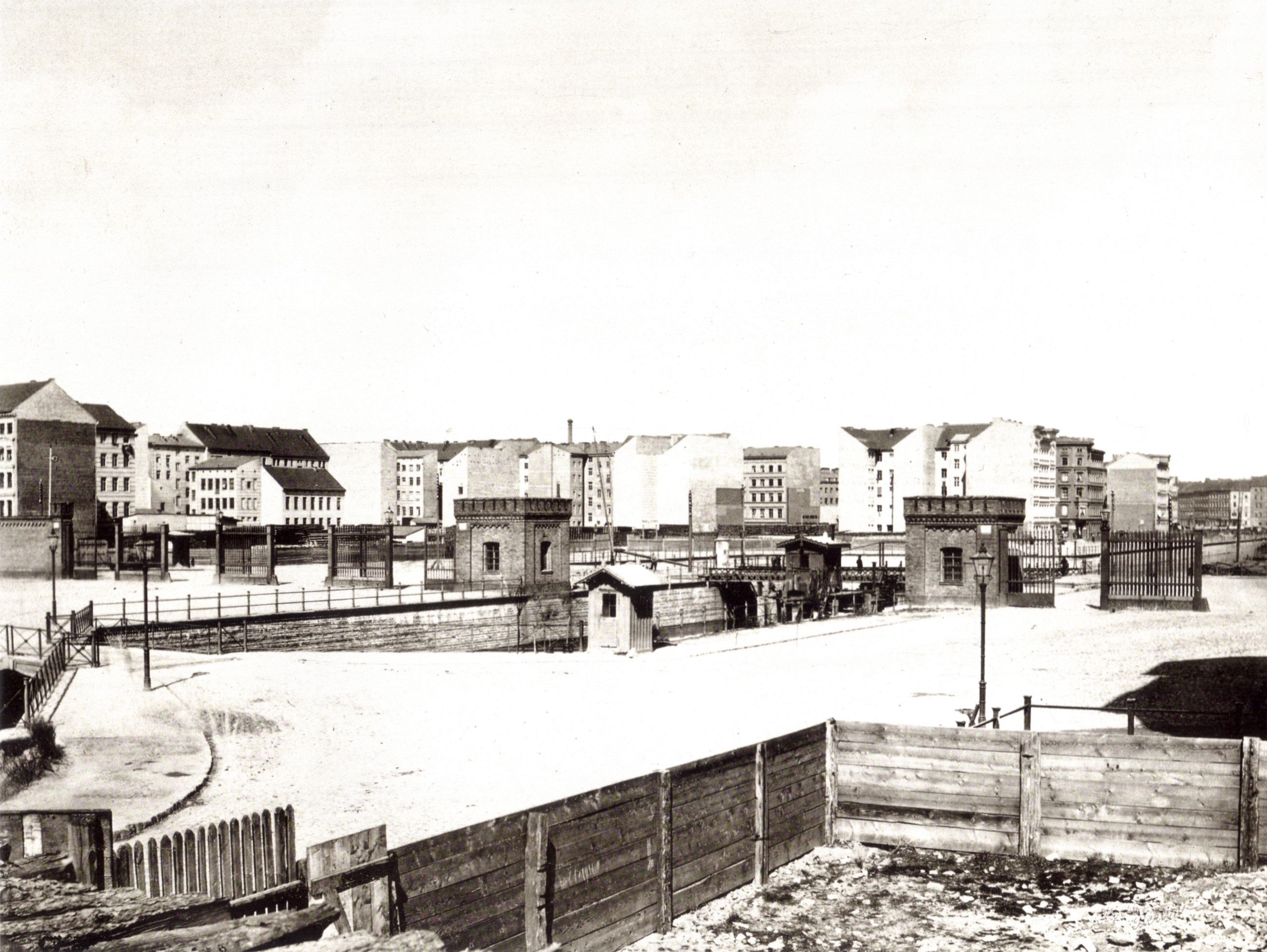
Wassertor 1865

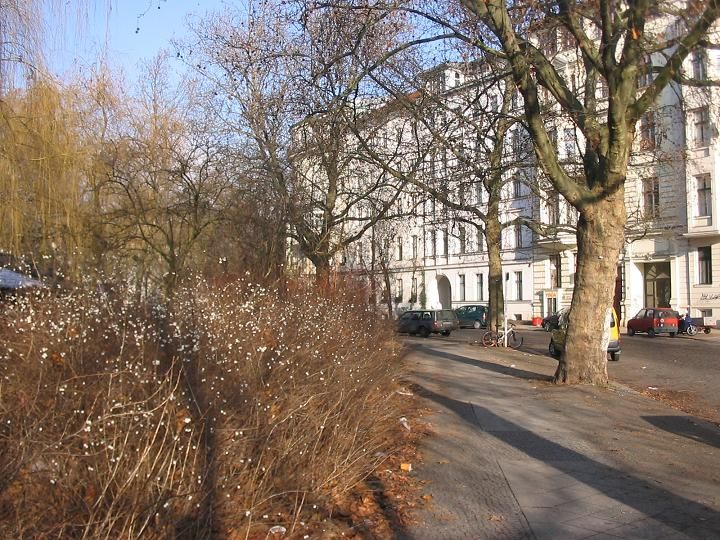
Platz am Erkelenzdamm mit historistischen Wohnhäusern

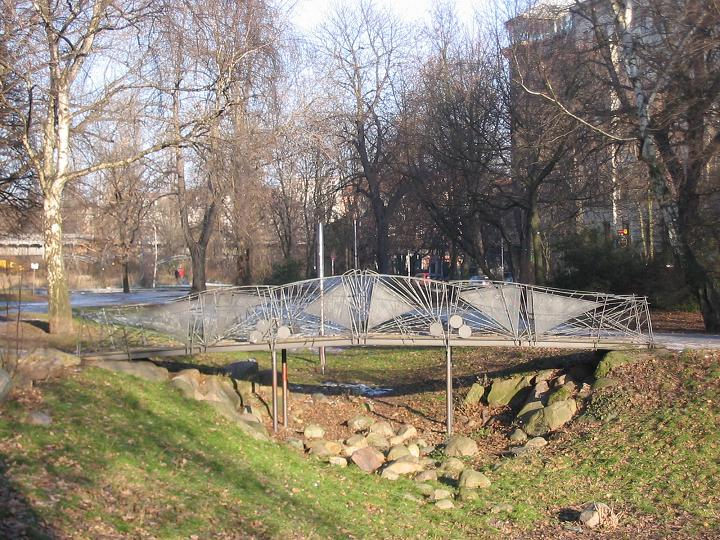
Parkbrücke von Hinrich Baller, an Stelle der historischen Kanalbrücke

Der Wassertorplatz im Berliner Ortsteil Kreuzberg ist benannt nach dem historischen Wassertor und liegt rund 200 Meter westlich des Kottbusser Tors. Der Platz wird aktuell von der stark frequentierten Skalitzer Straße und der U-Bahn-Linie U1 geteilt, die über dem Mittelstreifen der Skalitzer Straße als Hochbahn verläuft.

## Geschichte
Namensgeber des Platzes ist das historische, nicht mehr vorhandene Wassertor, das beim Bau des Luisenstädtischen Kanals (1848–1852) angelegt wurde. Das Tor lag im südöstlichen Bereich der im 18. Jahrhundert errichteten Berliner Zoll- und Akzisemauer zwischen dem Halleschen Tor und dem Kottbusser Tor. An dem verschließbaren Tor in Form eines Eisengitters mussten die auf dem Kanal in das Stadtgebiet einfahrenden Schiffe ihre Waren kontrollieren und verzollen lassen. Innerhalb der Zoll- und Akzisemauer erweiterte sich der Kanal direkt am Wassertor zum Thorbecken bzw. Wassertorbecken.
Die Zoll- und Akzisemauer verlor mit dem rasanten Wachstum der Stadt ihren Sinn und wurde bereits zwischen 1867 und 1870 abgetragen. Der Luisenstädtische Kanal erlangte nie die ihm eigentlich zugedachte Bedeutung für den Wasserverkehr und wurde 1926 zugeschüttet.

## Heutige Gestalt und Struktur
Zwischen 1926 und 1928 gestaltete der Gartenarchitekt Erwin Barth den zugeschütteten Kanal zu einer öffentlichen Grünfläche um, die im Bereich des Wassertorplatzes (dem ehemaligen Wassertorbecken) nach Westen vom Segitzdamm und nach Osten vom Erkelenzdamm begrenzt ist. Auf der Nordseite des seit 1900 von der Hochbahn durchschnittenen Platzes wurde eine Jugendverkehrsschule angelegt. 1981 und 1986 statteten die Architekten Hinrich Baller und Inken Baller den Platz mit einem Teich, Skulpturen und mit einer filigranen „Gartenbrücke“ aus, die über einen tiefer gelegenen Parkeinschnitt führt und an den ehemaligen Wasserlauf und die „richtige“ Brücke an dieser Stelle erinnert. Mit dem gesamten Grünzug des ehemaligen Luisenstädtischen Kanals ist der Platz als schützenswertes Gartendenkmal in die Landesdenkmalliste Berlins aufgenommen.
Einige ältere Häuser direkt am Platz erinnern mit ihren historistischen Fassaden an das ursprüngliche bürgerliche Milieu. Heute ist seine Umgebung im Südteil fast flächendeckend mit mehrgeschossigen Neubauten bedeckt, die zu einem großen Teil im Rahmen des sozialen Wohnungsbaus erstellt wurden und die Sozialstruktur mit einem hohen Anteil erwerbsloser Anwohner prägen. Wie das benachbarte Kottbusser Tor (Kotti) gilt der Wassertorplatz als sozialer Brennpunkt. Der Berliner Senat wies das Viertel rund um das Kottbusser Tor als eines von 17 Gebieten mit besonderem Entwicklungsbedarf aus. Das künstlich geschaffene Präventionsgebiet Kreuzberg Zentrum/Wassertorplatz erhält seit 1999 ein Programm zum Quartiersmanagement.